# Resultados do Carnaval de São Paulo em 2001
Nesta página contém os resultados do Carnaval de São Paulo em 2001. Os desfiles foram realizados entre os dias 23 de fevereiro e 3 de março de 2001.

## Escolas de samba
Nenê de Vila Matilde e Vai-Vai foram as campeãs do Grupo Especial. A Nenê conquistou seu décimo primeiro título de campeã do carnaval, quebrando o jejum de dezesseis anos sem vitórias. O título anterior foi conquistado em 1985. A escola realizou um desfile sobre a trajetória do negro através dos tempos. O enredo "Voei, voei, na Vila aportei, onde me deram uma coroa de rei" foi desenvolvido pelo carnavalesco Augusto de Oliveira, que foi campeão pela segunda vez na elite do carnaval. A Vai-Vai foi campeã do carnaval pela 12.ª vez em sua história, se tornando a primeira tetracampeã do Sambódromo do Anhembi. A escola fez uma analogia sobre alegria e paz através da luz. O enredo "O Caminho da Luz - A Paz Universal" foi desenvolvido pelo carnavalesco Ilvamar Magalhães, que conquistou seu primeiro título no carnaval de São Paulo. A escola enfrentou problemas na montagem do desfile. Pelo terceiro ano consecutivo o título de campeã era dividido entre duas escolas.
Uma das campeãs do ano anterior, a X-9 Paulistana terminou em quinto lugar, com o mesmo número de pontos dos Gaviões da Fiel, com um desfile sobre os estados brasileiros através dos souvenirs. Nona colocada, a Leandro de Itaquera apresentou a maior alegoria já vista no Sambódromo: uma serpente de 300 metros. Após três desfiles consecutivos na elite, a Imperador do Ipiranga foi rebaixada para o Grupo de Acesso. Recém-promovida ao Grupo Especial, a Pérola Negra também foi rebaixada para a segunda divisão. Unidos de Vila Maria venceu o Grupo de Acesso e foi promovida para o Grupo Especial, de onde estava afastada desde 1973, com um desfile sobre as novelas. Vice-campeã, a Unidos do Peruche também foi promovida ao Grupo Especial, de onde havia sido rebaixada no ano anterior, falando sobre a negritude. Últimas colocadas, Flor da Vila Dalila, União Independente da Zona Sul e Império do Cambuci foram rebaixadas para o Grupo 2A.

### Grupo Especial
Os desfiles do grupo especial ocorreram nos dias 23 e 24 de fevereiro de 2001 no sambódromo do Anhembi.
Ordem de Desfile
| Sexta-feira (23/02/2001) | Sábado (24/02/2001) |
| 1. Pérola Negra 2. Camisa Verde e Branco 3. Águia de Ouro 4. Mocidade Alegre 5. X-9-Paulistana 6. Leandro de Itaquera 7. Imperador do Ipiranga | 1. Unidos de São Lucas 2. Gaviões da Fiel 3. Acadêmicos do Tucuruvi 4. Morro da Casa Verde 5. Vai-Vai 6. Rosas de Ouro 7. Nenê de Vila Matilde |

Classificação
| Legenda: Campeã Rebaixada |

| Col. | Escola                 | Enredo                                                                   | Pontos |
| ---- | ---------------------- | ------------------------------------------------------------------------ | ------ |
| 1    | Vai-Vai                | O Caminho da Luz - A Paz Universal                                       | 200,00 |
| 1    | Nenê de Vila Matilde   | Voei, voei, na Vila aportei, onde me deram uma coroa de rei              | 200,00 |
| 3    | Rosas de Ouro          | Quem Plantou o Palco, Hoje é o Espetáculo                                | 199,00 |
| 4    | Gaviões da Fiel        | Mitos e Magias na Triunfante Odisséia da Criação                         | 198,50 |
| 5    | X-9 Paulistana         | Estive Aqui! Lembrei-me de Você! Me Leva Brasil                          | 198,50 |
| 6    | Camisa Verde e Branco  | Sertanista e Indigenista Sim, Mas Por Que Não? Orlando Villas Bôas       | 197,00 |
| 7    | Águia de Ouro          | De Salém à Brasília o Que Vale é a Bruxaria                              | 196,50 |
| 8    | Mocidade Alegre        | A Lenda da Lenda - do Fascínio de Ophir ao Mistério das Encantadas       | 196,50 |
| 9    | Leandro de Itaquera    | Os Seis Segredos do Ariau                                                | 193,00 |
| 10   | Acadêmicos do Tucuruvi | São Paulo dá Samba, Olha aí o Nosso Carnaval!                            | 192,00 |
| 11   | Morro da Casa Verde    | O Maior Sonho do Universo. Extraterrestre no Carnaval de São Paulo       | 191,00 |
| 12   | Unidos de São Lucas    | Pernambuco, a Garra do Leão do Norte                                     | 188,50 |
| 13   | Imperador do Ipiranga  | Sonhando, Brincando e Sambando. Toda Criança tem um Brinquedo no Coração | 183,50 |
| 14   | Pérola Negra           | A Vida Pela Paz. Solidariedade                                           | 180,50 |

### Grupo de Acesso
Classificação
| Legenda: Promovida Rebaixada |

| Col. | Escola                         | Enredo                                               | Pontos |
| ---- | ------------------------------ | ---------------------------------------------------- | ------ |
| 1    | Unidos de Vila Maria           | Vila Maria: A Seguir As Cenas dos Próximos Capítulos | 299,00 |
| 2    | Unidos do Peruche              | Raça Pura, Mistura Brasil                            | 298,00 |
| 3    | Barroca Zona Sul               | Maravilhas e Mistérios do Fundo do Mar               | 291,50 |
| 4    | Império de Casa Verde          | Fantástica Máquina dos Sonhos                        | 291,00 |
| 5    | Tom Maior                      | Quem Teve um Rei Jamais Perde a Majestade - Santos   | 290,50 |
| 6    | Colorado do Brás               | Brás, Um Bairro, Um Mundo                            | 281,00 |
| 7    | Flor da Vila Dalila            | Sonhos e Realidades... São Paulo a Eterna Majestade  | 263,00 |
| 8    | União Independente da Zona Sul | Uma Viagem Encantada ao Mundo Mágico de Aquarios     | 261,00 |
| 9    | Império do Cambuci             | Primavera Estação Também das Flores                  | 260,00 |

### Grupo 1A
Classificação
| Legenda: Promovida Rebaixada |

| Col. | Escola                   | Enredo                            | Pontos |
| ---- | ------------------------ | --------------------------------- | ------ |
| 1    | Camisa 12                | O Show da Vida                    | 297,0  |
| 2    | Acadêmicos do Tatuapé    | Que Rei Sou Eu?                   | 295,5  |
| 3    | Prova de Fogo            | A Saga Japonesa no Brasil         | 283,5  |
| 4    | Só Vou Se Você For       | O Encanto das 7 Rainhas Africanas | 280,5  |
| 5    | Unidos de São Miguel     | Milênio                           | 277,0  |
| 6    | São Paulo Zona Sul       | A Dança das Horas                 | 274,5  |
| 7    | Combinados de Sapopemba  | Sérgio Reis do Tamanho do Brasil  | 272,0  |
| 8    | Unidos do Vale Encantado | Pará - Terra de Encantos e Lendas | 272,0  |
| 9    | União Imperial           | Encantos e Magias da Vida         | 271,0  |
| 10   | Mocidade Unida da Mooca  | Brasil - 3 Raças, Um Só Coração!  | 259,0  |

### Grupo 2
Classificação
| Legenda: Promovida Rebaixada |

| Col. | Escola                              | Enredo                             | Pontos |
| ---- | ----------------------------------- | ---------------------------------- | ------ |
| 1    | Mancha Verde                        | A Busca da Paz no Axé dos Orixás   | 199,5  |
| 2    | Estação Invernada                   | Basta!                             | 194,0  |
| 3    | Estação Primeira do Itaim           | Itaim das Estações és a Primeira   | 191,0  |
| 4    | Lavapés                             | A Viagem de Helena de Pelô a Pelô  | 187,0  |
| 5    | Império Lapeano                     | 2001: A Era Dourada de Aquário     | 186,0  |
| 6    | Malungos                            | Nossa Madrinha Mocidade Alegre     | 185,0  |
| 7    | Imperatriz da Paulicéia             | Real ou Surreal?                   | 184,5  |
| 8    | Brinco da Marquesa                  | Século 21: A Esperança Está em Nós | 183,5  |
| 9    | Príncipe Negro de Cidade Tiradentes | Signos, As Constelações do Zodiaco | 182,0  |
| 10   | Unidos de Guaianases                | Carnavegando ao Futuro             | 182,0  |
| 11   | Dragões de São Miguel               | Carmem Miranda Pequena Notável     | 172,0  |
| 12   | Raiz da Zona Sul                    | Jair Rodrigues                     | 165,5  |

### Grupo 3 Oeste
Classificação
| Legenda: Promovida Rebaixada |

| Col. | Escola                     | Enredo                                          | Pontos |
| ---- | -------------------------- | ----------------------------------------------- | ------ |
| 1    | Primeira da Aclimação      | Geraldo, um Filme de Glórias                    | 100,0  |
| 2    | Passo de Ouro              | Uma Luz no Horizonte                            | 98,5   |
| 3    | Cachoeira Império do Samba | Iracema                                         | 98,5   |
| 4    | Sai da Frente              | Uma Luz no Horizonte                            | 97,5   |
| 5    | Iracema, Meu Grande Amor   | Luis Gonzaga: O Rei do Baião                    | 95,5   |
| 6    | Paraíso do Samba           | Da Luz às Trevas: 2001 Uma Exaltação de Alegria | 94,5   |
| 7    | Flor da Zona Sul           | A Raça Brasileira                               | 93,5   |
| 8    | Os Bambas                  | Do Egito ao Serenguete                          | 88,5   |

### Grupo 3 Leste
Classificação
| Legenda: Campeã Rebaixada |

| Col. | Escola                              | Enredo                                                 | Pontos |
| ---- | ----------------------------------- | ------------------------------------------------------ | ------ |
| 1    | Tradição da Zona Leste              | São Paulo, Terra de Todas as Raças                     | 98,5   |
| 2    | Primeira da Cidade Líder            | Sexta-Feira 13 - Feitiço, Magia, Lendas e Superstições | 98,0   |
| 3    | Acadêmicos do Ipiranga              | Nações                                                 | 97,5   |
| 4    | Falcão do Morro Itaquerense         | Da África ao Brasil, O Afro-Brasileiro                 | 94,0   |
| 5    | Folha Azul dos Marujos              | Uma Idéia Genial no País do Carnaval                   | 92,5   |
| 6    | União Independente da Vila Prudente | Raça Negra em Noite de Gala                            | 91,0   |
| 7    | Dom Bosco                           | Brasil Mostra Tua Cara - Vida Sim, Drogas Não!         | 84,0   |
| 8    | Dragões de Vila Alpina              | Cohab, Um Império Que Não Acabou                       | 78,0   |

### Grupo de Espera
Classificação
| Legenda: Campeã Rebaixada |

| Col. | Escola                          | Enredo                                                                  | Pontos |
| ---- | ------------------------------- | ----------------------------------------------------------------------- | ------ |
| 1    | Dragões da Real                 | Circo Criança, Uma Grande Esperança                                     | 100,0  |
| 2    | Uirapuru da Mooca               | Crianças Onde Estão Vocês                                               | 100,0  |
| 3    | União da Vila Albertina         |                                                                         | 99,0   |
| 4    | Tradição do Campo Limpo         | Liberdade, A Luta Não Acabou                                            | 95,0   |
| 5    | Boêmios da Vila                 | Procissão da Paz                                                        | 91,0   |
| 6    | Caprichosos de Vila Brasilândia | O Circo Chegou                                                          | 86,0   |
| 7    | Flor do Morro                   | Da Nova Era à Virada do Milênio... Quem Arrisca um Palpite... Até 3000? | 85,0   |
| 8    | Em Cima da Hora                 | Petróleo - Ouro Negro no País do Negro Ouro                             | 82,0   |

## Blocos

### Grupo Especial
Classificação
| Legenda: Campeã Rebaixada |

| Col. | Escola                      | Enredo | Pontos |
| ---- | --------------------------- | ------ | ------ |
| 1    | Caprichosos do Piqueri      |        | 147,5  |
| 2    | Flor de Liz                 |        | 147,0  |
| 3    | Torcida Jovem               |        | 146,5  |
| 4    | Unidos de Santa Bárbara     |        | 146,0  |
| 5    | Pavilhão 9                  |        | 145,5  |
| 6    | Chorões da Tia Gê           |        | 145,5  |
| 7    | Caprichosos da Zona Sul     |        | 144,0  |
| 8    | Folha Verde                 |        | 140,0  |
| 9    | Garotos da Vila Santa Maria |        | 140,0  |
| 10   | Independente                |        | 135,0  |

### Blocos 1 - Grupo Norte
Classificação
| Legenda: Promovida |

| Col. | Escola                        | Enredo | Pontos |
| ---- | ----------------------------- | ------ | ------ |
| 1    | Unidos do Guaraú              |        | 98,5   |
| 2    | Unidos de Perus Valença Samba |        | 98,5   |
| 3    | T.U.P.                        |        | 98,0   |
| 4    | Vovó Balão                    |        | 92,5   |
| 5    | União da Trindade             |        | 91,0   |
| 6    | Não Empurra Que É Pior        |        | 84,5   |

### Blocos 1 - Grupo Leste
Classificação
| Legenda: Promovida |

| Col. | Escola                            | Enredo | Pontos |
| ---- | --------------------------------- | ------ | ------ |
| 1    | Mocidade Amazonense               |        | 95,5   |
| 2    | Só Falta Você                     |        | 95,5   |
| 3    | Amizade da Zona Leste             |        | 95,0   |
| 4    | Imperiais Unidos da Vila Palmeira |        | 92,0   |
| 5    | Niágara                           |        | 91,5   |
| 6    | Vamo Q Vamo                       |        | 89,5   |

### Blocos - Grupo de Espera
Classificação
| Legenda: Promovida |

| Col. | Escola                              | Enredo | Pontos |
| ---- | ----------------------------------- | ------ | ------ |
| 1    | Unidos do Pé Grande                 |        | 51,0   |
| 2    | Me Engana Que Eu Gosto              |        | 46,0   |
| 3    | Mocidade Independente da Zona Leste |        | 44,5   |
| 4    | Unidos de Vila Carmosina            |        | 38,5   |